# Hohenfinow

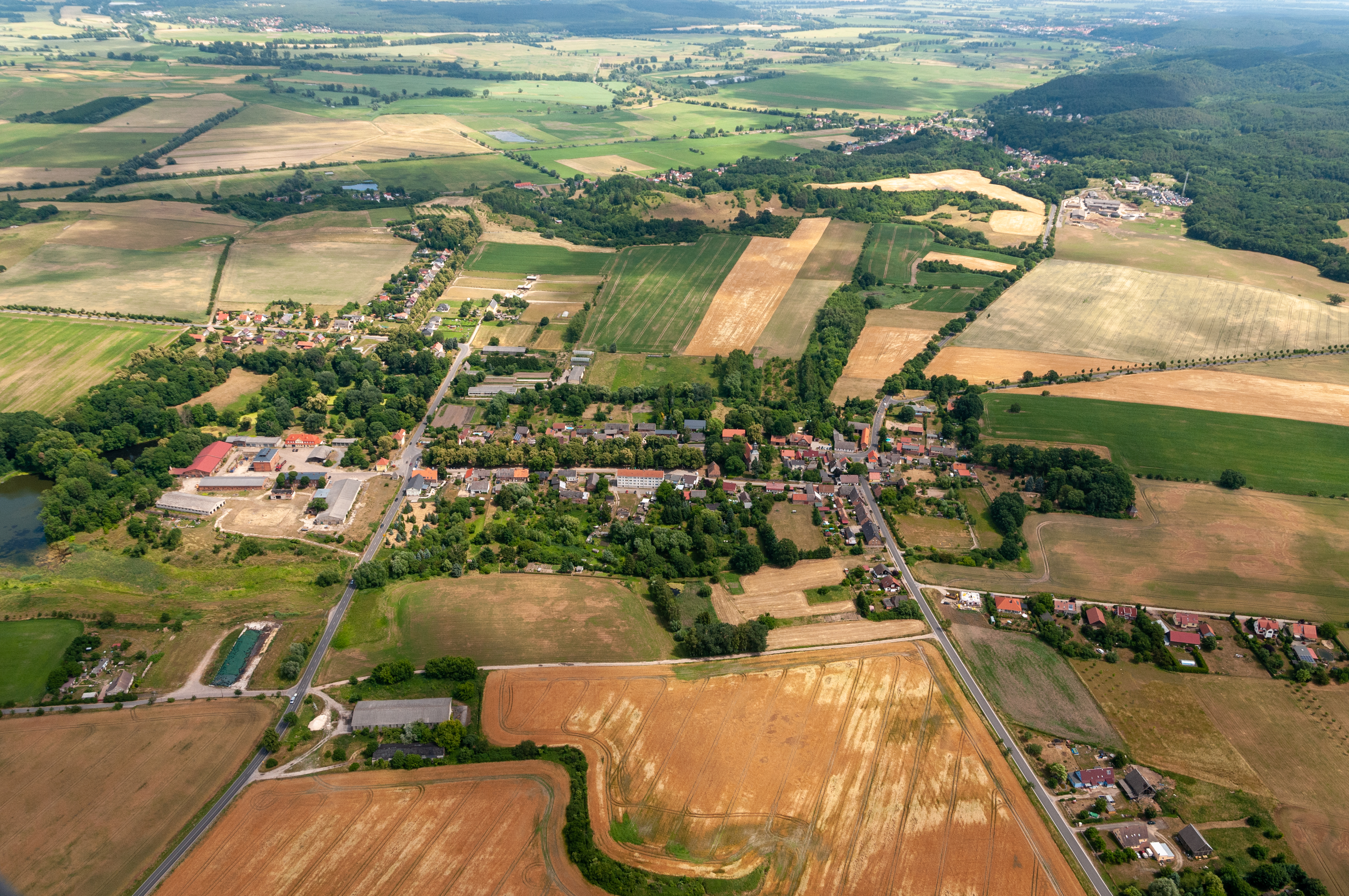
Hohenfinow

Hohenfinow [hoːənˈfiːnoː] ist eine Gemeinde im Amt Britz-Chorin-Oderberg im Landkreis Barnim in Brandenburg mit den Wohnplätzen Karlswerk, Struwenberg und Liebenstein. Der Ort liegt rund acht Kilometer östlich von Eberswalde.

## Geographie
Hohenfinow ist ländlich geprägt und von Ackern, Weiden und Wiesen sowie dem Hohenfinower Wald umgeben.
Der Ort liegt auf der Diluvialplatte am südlichen Rand des Eberswalder Urstromtals welches in der jüngsten Eiszeit, der Weichsel-Eiszeit entstanden ist. Die höchsten Erhebungen sind der Liebenstein mit 58,3 m ü. NHN sowie der südlich gelegene Friedhof mit 70,0 m ü. NHN. Die Ortsteile Struwenberg (ca. 35 m ü. NHN) und Karlswerk (ca. 45 m ü. NHN) befinden sich am Fuß des Urstromtals. Nördlich des Ortes verlaufen der Finowkanal und die Alte Finow.
Aufgrund der ehemals ausgedehnten Waldgebiete des Gutes Hohenfinow reichen die zum Ort gehörenden Flächen bis an Eberswalde heran. So gehören der Wald und die ehemalige Artilleriekaserne der Wehrmacht, die später von der Sowjetarmee genutzt wurde und zwischen Eberswalde und Sommerfelde liegt, zu Hohenfinow. Die nördlich dieses Wald- und Kasernengeländes liegenden Orte Tornow und Sommerfelde wurden dagegen nach Eberswalde eingemeindet, die Gemeindegrenze schließt sich unmittelbar an die Bebauung der Orte an.
Als Baugrund ist überwiegend Sand und Kiessand anzutreffen, der Grundwasserspiegel ist außer in Struwenberg relativ niedrig. Hohenfinow erstreckt sich über 0,6 Kilometer in Ost-West und 1,1 Kilometer in Nord-Süd-Richtung.
 Flora und Fauna 

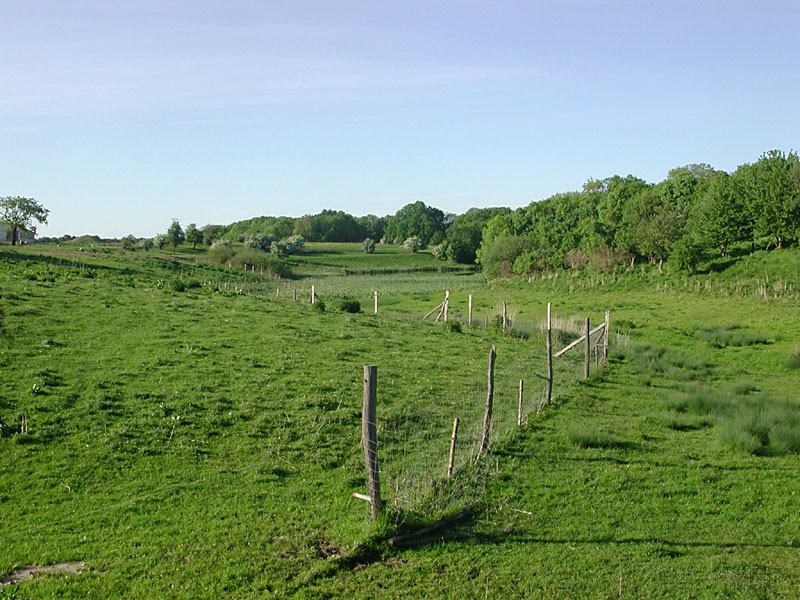
Koppel am westlichen Ortseingang

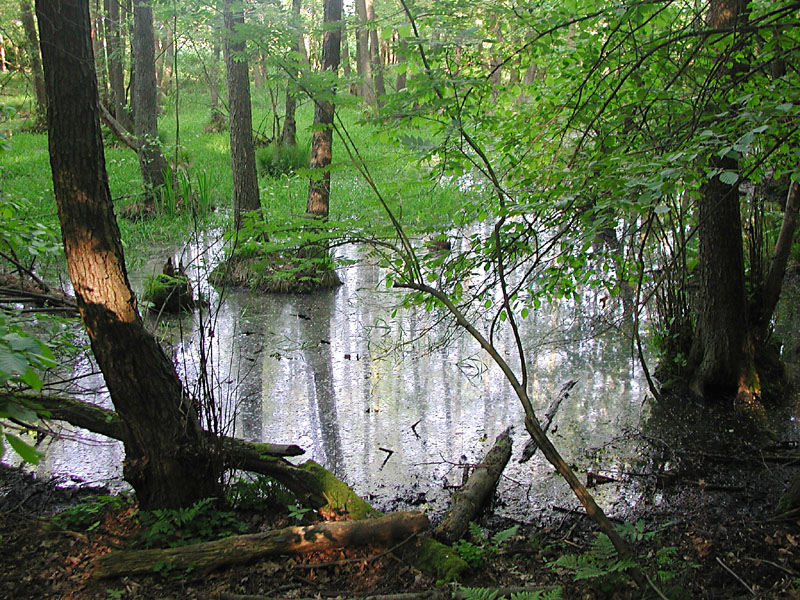
Moor im Hohenfinower Wald

Der Landschaftsraum um Hohenfinow hat sich in den letzten Jahrhunderten nicht maßgeblich verändert. Neben Torfbruchwiesen findet man Trockenrasengesellschaften mit Gehölzinseln, Nadel- und Mischwald sowie Ackerflächen. Südöstlich des Ortes beginnt der Hohenfinower Wald. Dieser ist von Kiefernbestand geprägt, vereinzelt sind Eichen, Rotbuchen und Douglasien anzutreffen. Um das Schloss herum stehen Douglasie und Weißtanne.
Im Jahr 1972 gab es schwere Schäden durch Windbruch, 1990 durch Schneebruch.
Um Hohenfinow sind Rot- und Schwarzwild häufig anzutreffen, Damwild ist eher selten. Aufgrund der abwechslungsreichen Landschaft ist die Vogelwelt sehr artenreich. Wildgänse, Kraniche und Reiher können oft beobachtet werden. Die seltene Waldschnepfe ist im Hohenfinower Wald anzutreffen, selbst der Eisvogel wird regelmäßig beobachtet.
Durch die zahlreichen Hecken und Niederholz im Schlosspark und in Ortsnähe existieren fast alle in der Nähe des Menschen lebenden Kleinvögel, Käuze, Eulen und verschiedene Spechtarten. Die auf der roten Liste der gefährdeten Arten stehenden Laubfrosch und Rotbauchunke sind in und um Hohenfinow verbreitet.
Das Storchennest in der Gersdorfer Straße 4 war von 1971 bis 2005 von einem Storchenpaar besetzt, das bei 29 Bruten 82 Jungvögel aufgezogen hat.

## Gemeindegliederung
Zu Hohenfinow gehören die Wohnplätze Karlswerk und Struwenberg.

## Geschichte

### Ortsname
Der Name Finow stammt aus vorslawischer Zeit. Das mittelniederdeutsche Wort fino(u)we bedeutet vermutlich Wurzel. Es setzt sich aus den indogermanischen pen = Schlamm, Sumpf, Wasser, feucht und uei, ui = drehen, biegen, winden zusammen, die mit dem westgermanischen Suffix -n bzw. dem slawischen -ov kombiniert wurden. Finow bedeutet also frei übertragen „sich windender Fluss mit Sümpfen“.
Zur Zeit der Besiedlung der Gegend um Hohen- und Niederfinow durch die Slawen war die Anhöhe südlich des Flusses Finow strategisch bedeutend. Die Furt bei Neustadt (heute Eberswalde) war durch die topografischen Gegebenheiten weniger übersichtlich, die heutige Kreisstadt gewann erst 1317 durch eine Bestimmung von Markgraf Waldemar an Bedeutung. Waldemar verfügte, dass die Handelsstraße von Frankfurt (Oder) und Berlin nach Stettin nicht mehr über Hohenfinow/Niederfinow zu verlaufen habe, sondern über Neustadt und Eberswalde. Dazu ließ er eine Brücke über die Ragöse bauen. Die Errichtung der Burg Finow sowie des Ortes Hohenfinow als damals wichtigste Siedlung am 35 Kilometer langen Fluss begründet die Namensgebung. Der Ort wurde wegen der Zollstelle für Land- und Wasserzoll am Fluss via Vienouie genannt. Bereits im Jahr 1769 hieß der Ort „Hohen Fihnow“. Etwa zeitgleich mit Hohenfinow entstand wenige Kilometer nördlich Niederfinow.
Später entstanden weitere Orte, die den Fluss im Namen führen: Finow und Finowfurt.

### Frühzeit
Nach der Weichseleiszeit wanderten erste Menschen in das Gebiet um Hohenfinow ein. In der Nähe von Liebenstein (heute Ortsteil von Hohenfinow) wurden bronzezeitliche Scherben gefunden. Zwischen Hohenfinow und Amalienhof, an der Abbruchkante des Urstromtals wird ein urzeitliches Gräberfeld vermutet, die Steinkistengräber wurden zwar im 18. Jahrhundert zerstört, es wurden aber einzelne Waffenreste entdeckt. So wurde in der Nähe von Karlswerk ein Schwert aus der jüngeren Bronzezeit im Moor gefunden.

### Burg Finow

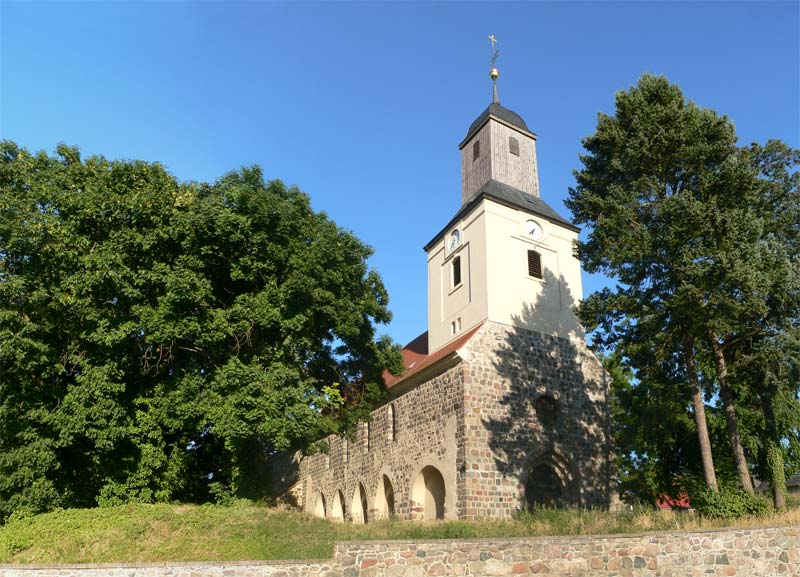
Die Kirche wurde ca. 1250 errichtet

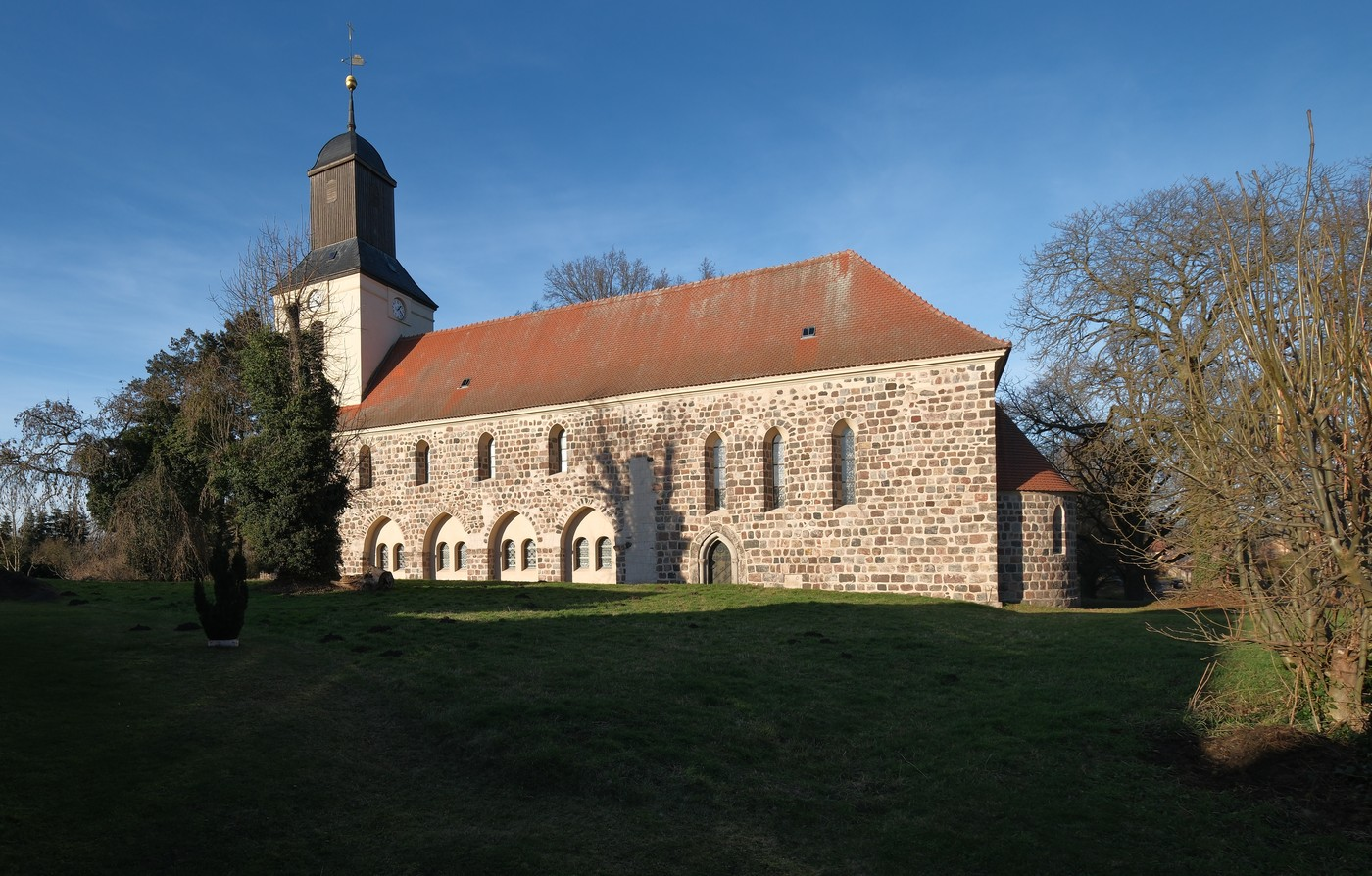
Kirche Hohenfinow von SO

Der Ort ist slawischen Ursprungs. Die Region wurde um 1200 von den Askaniern erobert. Nach dem Bau der etwa zehn Kilometer entfernten Burg Oderberg (damals niederdeutsch „Aderburg“) im Jahr 1213 wurde an der strategisch wichtigen Stelle oberhalb der Finow die Burg Finow gegründet. 1904 wurde bei Ausgrabungen am Hohenfinower Schloss in 2,50 m Tiefe ein mecklenburgischer Stierkopfbrakteat gefunden, der um 1220 geprägt wurde. Dieses Jahr wird als Baujahr der Burg vermutet.
Hohenfinow liegt auf einem Plateau, welches zur Besiedlungszeit im Westen, Norden und Osten von Gräben und Sümpfen umgeben war. Im Norden und Osten fällt das Gelände wenige hundert Meter hinter dem Dorf etwa 40 Meter ins Urstromtal ab. Der Ort war durch diese topographischen Gegebenheiten recht gut geschützt, im Süden war hinter der Kirche eine Palisadenwand errichtet worden.
Die Burg hatte die Aufgabe, die Furt der Finow (heute Hubbrücke Niederfinow) zu schützen. Die nächsten Furten waren jeweils zehn Kilometer westlich und östlich bei den damals noch nicht gegründeten Städten Eberswalde und Bad Freienwalde (Oder) gelegen. Die im Norden und Osten gelegenen Slawen sollten abgeschreckt werden, die Burg bot Schutz für die rundum gelegenen landwirtschaftlich genutzten Gebiete.

### Ort Hohenfinow

Erste urkundliche Erwähnung

Karte von 1663; Hohenfinow hieß noch Hog Fÿn, Eberswalde Niestadt

In der Stiftungsurkunde für das Zisterzienserkloster Mariensee, etwa zehn Kilometer nördlich am Ufer des Parsteiner Sees gelegen, wird erstmals der Name Finow für ein südlich gelegenes Gebiet erwähnt. Bei der Beurkundung eines Lehnsbriefes an Gebolf von Mersingkofen, einem bayrischen Ritter aus dem Gefolge von Herzog Ludwig, wird der Name Hohenfinow am 25. November 1334 erstmals erwähnt. Der Lehnsbrief wurde von Ludwig in der Festung Spandau an die Burg Finow verliehen.
Hohenfinow war von 1375 bis 1713 Stadt. Von 1375 bis 1421 hielt Nikuscho de Pannewitz das Burglehen als Pfandbesitz. Von 1421 bis 1544 war die Familie von Sparr Herr auf Hohenfinow. Hans von Thermo erwarb 1544 Teile des Ortes. Sein Bruder Otto erbte den Besitz und hielt ihn bis zu seinem Tod 1590. Die Familie hatte den Besitz an die Familie Sparr zurückverkauft. 1607 verkaufte Franz von Sparr Hohenfinow und Tornow (heute Ortsteil von Eberswalde) an Graf Hieronymus von Schlick, welcher 1612 auf seinem böhmischen Gut Winteritz verstarb. Für drei Jahre besaß sein Neffe, Graf Heinrich Matthias von Thurn, beteiligt am Prager Fenstersturz, Hohenfinow. Ludwig von Pfuel kaufte Hohenfinow und Tornow 1614 für 28.000 Taler. Hohenfinow blieb bis 1653 im Besitz der Familie von Pfuel.

### Dreißigjähriger Krieg
In der Zeit des Dreißigjährigen Krieges mussten die Bewohner mehrmals ins Oderbruch flüchten. Obwohl Brandenburg lange nicht offiziell am Krieg beteiligt war, zogen oft Soldaten und Plünderer durch das Dorf. Es war kein Vieh mehr vorhanden, die Felder wurden nicht bestellt, es wuchs bereits wieder junger Wald auf den ehemaligen Ackerflächen. Im und um den Ort sind keine Kampfhandlungen überliefert, allerdings zogen mehrmals verschiedene Armeen durch den Ort:
- 1626: Armee des Peter Ernst II. von Mansfeld
- 1627: kaiserliche Truppen
- 1631: schwedische und finnische Reiter
- 1633: sächsisches Regiment des Herzogs Carl zu Sachsen
- 1636: sächsische und schwedische Regimenter
- 1637: Durchzug der schwedischen Armee unter General Panir, gefolgt von der kaiserlichen Armee unter General Gallas
- 1640: Durchzug der schwedischen Armee unter General Torstensson

Ein Landreiter berichtete am 18. Juli 1652, dass in Hohenfinow noch jeweils drei Bauern, Kossäten und Hausleute sowie ein Knecht lebten. Kirche und Ort waren verwüstet, das Schloss wies nur geringen Schaden auf.

### Zollrechte

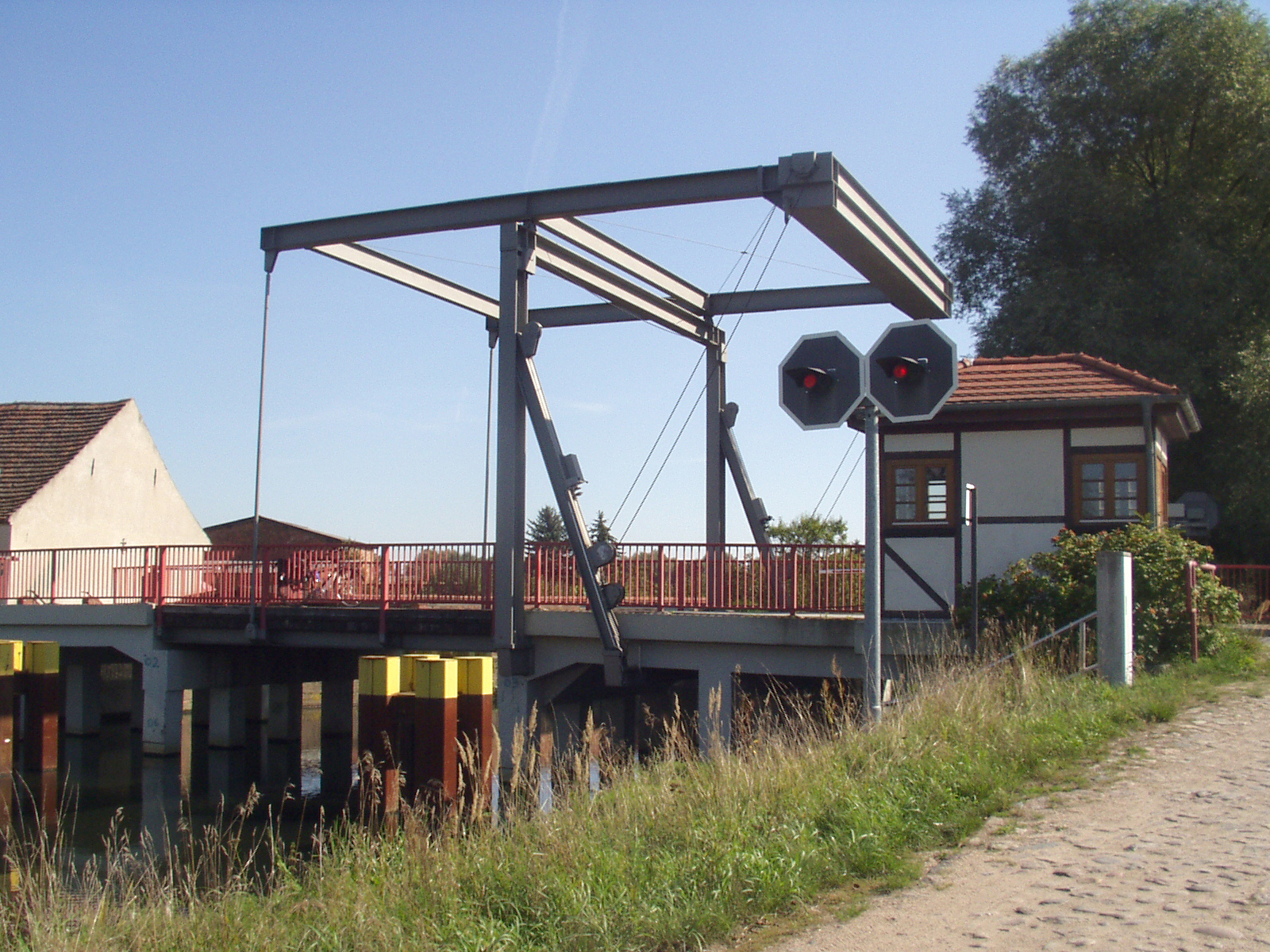
Um diese Brücke gab es jahrhundertelang Streit

Die Zollrechte für die Furt und Brücke der Finow bzw. ab 1753 über den Finowkanal lagen seit dem 13. Jahrhundert bei der Stadt Niederfinow und der Burg Finow (später Hohenfinow). Beide Zollberechtigten stritten sich mehrmals um die Rechte an dieser Stelle. Der Bau des Finowkanals erforderte 1768 den Bau einer neuen Brücke in Niederfinow durch den Gutsherren von Hohenfinow. Die Brücke kostete 600 Taler. Der Wasserzoll war seit 1375, der Dammzoll seit 1674 verbrieft und sollte mit dem Kanalbau durch die Finanzkammer aberkannt werden. Nach allen Instanzen wurden dem Baron von Vernezobre am 29. November 1775 die Zollrechte wieder anerkannt. Noch 1878 musste sich der Minister für Handel, Gewerbe und öffentliche Arbeiten mit dem Streit um den Brückenzoll beschäftigen und bestätigte, dass der Staat für das Betätigen der Brücke täglich drei Mark an den Gutsherren von Hohenfinow zu zahlen hatte. Das Heben und Senken der Brücke wurde allerdings schon seit 1792 durch die Schiffer selbst durchgeführt. Erst die Übernahme der Brücke durch den Staat um 1900 beendete den jahrhundertelangen Zollstreit.

### Bis zum Ersten Weltkrieg

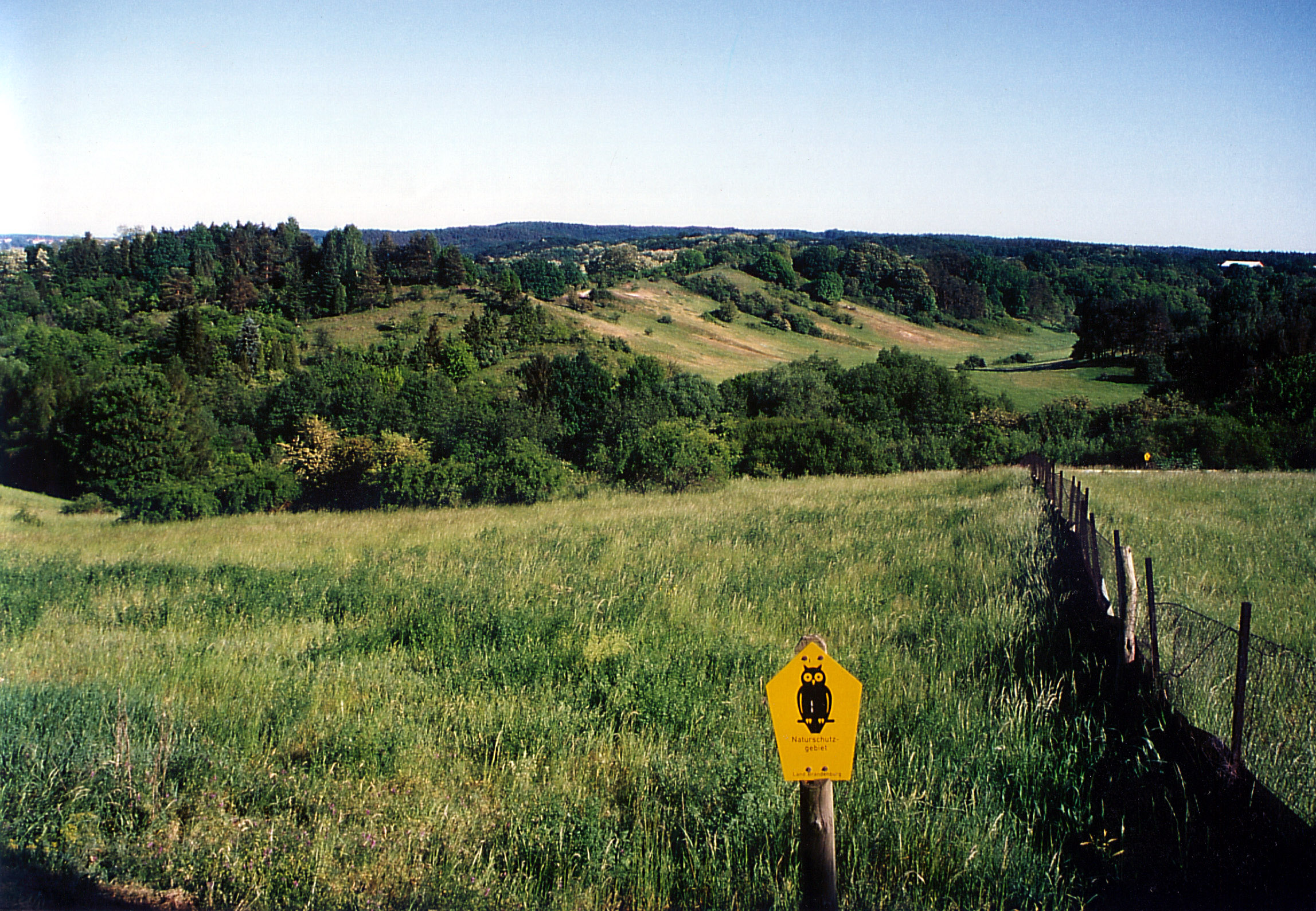
Blick vom Liebenstein heute

Gutshaus in Hohenfinow (1906)

Karte vor 1850, Karlswerk, Struwenberg und Liebenstein existieren schon

Karte um 1850 mit Braunkohle-Zeche

1653 kaufte Balthasar Blancke aus Stettin als einziger nichtadeliger Besitzer in der Geschichte den Ort Hohenfinow.
Ab 1668 war General Ernst Gottlieb von Börstel (1630–1687) Eigentümer des Gutes Hohenfinow und ließ 1680 bis 1685 ein neues Schloss mit Park errichten, welches 1721 einen Wert von 50.000 Talern hatte. Am Bau wirkten mit:
- Cornelis Ryckwaert als Architekt
- Johann Batun, Stuckateur aus Italien
- Francsiscus senior, Prinzipal der Gypser
- Wilhelm Hober, holländischer Tischler und Treppenmacher
- Elias Ruß, Bildhauer

Die Bäume auf den Feldern, die während des Dreißigjährigen Krieges gewachsen waren, wurden nach und nach gerodet, aber 1678 waren noch 22 Höfe verlassen. Im Ort siedelten sich Wenden an, einige Bauern kamen aus Sachsen, Polen, Schlesien, Pommern, Bayern und Böhmen.
Die bis dahin ungenutzte Dorfaue wurde mit Walnussbäumen bepflanzt, östlich des Dorfes wurden am Liebenstein Weinberge angelegt. Zwischen Liebenstein und Schloss wurde eine gerade Straße errichtet und mit Linden und Ebereschen bepflanzt. Am Liebenstein wurde ein Presshaus nach ungarischem Vorbild errichtet.
Im Jahre 1699 wurde in der Kirche verkündet, dass alle Kinder bis ins elfte Lebensjahr in die Schule gehen sollten. 1721 verkaufte Börstel seinen Besitz für 90.000 Taler an Franziskus Matthäus Baron von Vernezobre de Laurieux. Ein Jahr später wurde eine Dorfordnung erlassen, Schaf-, Ziegen- und Bienenhaltung waren verboten. Die Bauern mussten Sperlinge und andere „schädliche Vögel“ fangen und abliefern. Bei einem Mittagstisch im Jahre 1730 beim Baron Vernezobre wurden erstmals Kartoffeln verzehrt. Der geistige Führer der umliegenden Hugenotten, Pierre Theremien, hatte sie gerade aus Spanien erhalten. Da die Kartoffeln dem Baron schmeckten, baute er sie im Pfarrgarten an, auch die Bauern übernahmen die Kartoffeln bald.
Am 5. Juni 1729 kam es zu einem Großbrand durch Blitzschlag. Die drei betroffenen Höfe baten den Grundherren um Hilfe. Dieser lieferte die Materialien zum Wiederaufbau, in der damaligen Zeit nicht selbstverständlich.
Im Winter 1739/40 erfroren die Walnussbäume auf dem Dorfanger. Als Neubepflanzung wurden Linden in vier Reihen eingepflanzt, diese stehen größtenteils heute noch.
Nach dem Tod des Barons Vernezobre im Jahr 1748 erbte dessen ältester Sohn, Matthäus Baron de Vernezobre (1721–1782) das Gut.
1756 errichtete der Berliner Kaufmann Carl Schünemann auf dem Gebiet des Ritterguts eine Fertigungsstätte für Eisendraht, den Fabrikort Carlswerk. Dieser bestand damals außer der Fabrik nur aus neun Büdnerstellen. Mitte des 19. Jh. war Carlswerk eine bedeutende Fabrik für Stahlarbeiten, insbesondere Achsen und Druckfedern für Eisenbahnwagen, und beschäftigte 200 Arbeiter.
Johann III Bernoulli beschreibt in seinen Reisebeschreibungen 1780 „schöne Gersten- und Weizenfelder um Hohenfinow“, dies war und ist in dieser Gegend eher ungewöhnlich, da Roggen gebräuchlicher ist.
Die Bauernbefreiung verzögerte sich in Hohenfinow bis zum 21. April 1823, drei Jahre später verstarb Friedrich Ludwig Vernezobre, am 17. April 1828 wurde der Konkurs auf den Gutskomplex eröffnet. 1833 kaufte der Freiherr Konstantin von Jakobi Kloest den Gutskomplex für 167.000 Taler, verkaufte 1855 wieder für 400.000 Taler an Felix von Bethmann Hollweg. Dessen Eltern wurden in der Namensfusion 1840 in den preußischen Adelsstand erhoben und erhielten 1859 das Diplom dazu, gehörten somit zum Briefadel, die bürgerlichen Vorfahren stammten aus Hessen. Spätestens seit 1857 wurde in den amtlichen Matrikeln der landtagsfähigen brandenburgischen Rittergüter das Besitztum Hohenfinow für die Familie von Bethmann-Hollweg bestätigt. Es bildete sich auch eine bis heute bestehende genealogische Familienlinie Hohenfinow (Altenhof) heraus.
Südwestlich von Hohenfinow war im 19. Jahrhundert ein Bergwerk, in dem Braunkohle im Untertagebau gefördert wurde. Die Fördermenge betrug z. B. in der Grube Minna im Jahr 1858 etwa 654 t Braunkohle, welche in umliegenden Ziegeleien von Amalienhof und Struwenberg als Brennstoff verwendet wurde. Die Gewerken der Braunkohlenbergwerke Trautenau, Gitschin, Langensalza, Sadowa und Achilles bei Hohenfinow beschlossen am 5. Mai 1869, ihre Kuxe in das unter dem Namen Braunkohlenbergwerk Freienwalde bei Freienwalde a.d.O. konsolidierte Bergwerk einzubringen. Zehn Jahre später, 1879, umfasste das Rittergut Hohenfinow mit Sommerfelde und Tornow gesamt 2246 ha Land, davon 993 ha Waldanteil.
1899 wurden an der Kirche Putzschäden festgestellt. Eine Untersuchung ergab, dass sich unter dem Putz romanische Granitquader befanden und nicht wie vermutet Backsteine. Von 1906 bis 1910 wurde die Kirche grundlegend renoviert.
Vor dem Bau der Bahnstrecke Eberswalde – Bad Freienwalde war unter anderem eine Streckenführung über Hohenfinow geplant, weshalb in den Grundbuchakten der östlichen Ortsgrundstücke bis heute ein Vorkaufsrecht der Deutschen Reichsbahn eingetragen ist.

### 1914 bis 1945

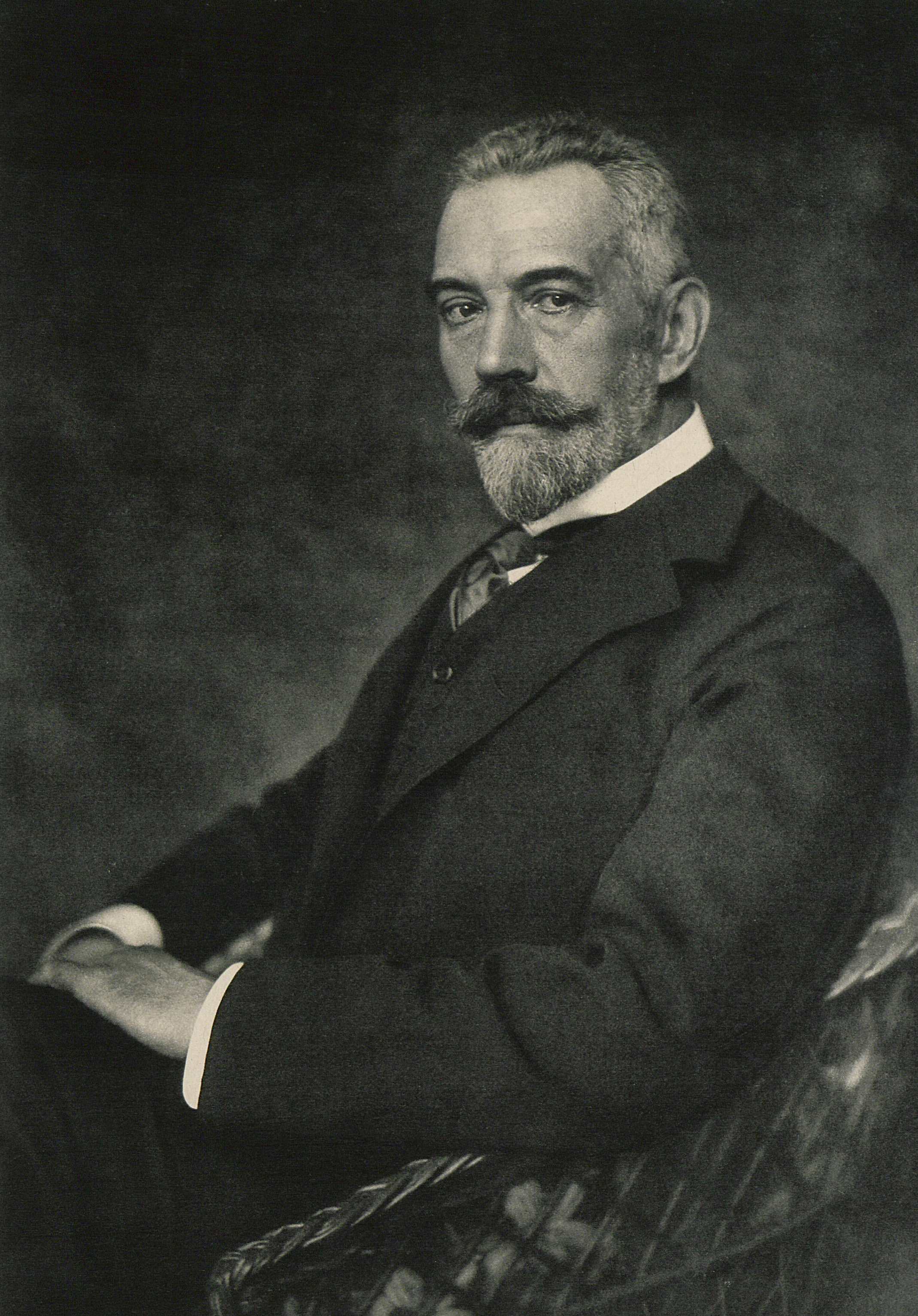
Reichskanzler Theobald von Bethmann Hollweg (1856–1921)

Am 5. Juli 1915 führte Reichskanzler Theobald von Bethmann Hollweg seine Tochter Isa in Hohenfinow zum Traualtar, die dort den Diplomaten Julius von Zech-Burkersroda heiratete. Am 13. Juli 1917 trat Bethmann Hollweg zurück und lebte bis zu seinem Tod im Gutshaus. Sein Grab befindet sich auf dem Friedhof.
Am 27. Dezember 1927 wurde das administrative Herrschaftsrecht des Adels durch die neue Kommunalverfassung eingeschränkt, die juristisch selbstständigen Gutsbezirke wurden mit der Gemarkung der kommunalen und der anderen privaten Flächen innerhalb Gemeinde vereinigt. Wie in vielen brandenburgischen Dörfern führte parallel das zum Tausch von kleinen Gebietsflächen zum Vorteil des Ortes und der Privatbesitzer.
Nach dem 1929/30, also kurz vor der großen Wirtschaftskrise, die unabhängig der Besitzesgröße alle Land- und Forstwirte betraf, letztmals amtlich publizierten Landwirtschaftlichen Adressbuch von Brandenburg gehörte zum Rittergut Hohenfinow jener Zeit noch 2142 ha. Verwalter war Administrator Höhn. Administratoren wurden zumeist durch die Ritterschaftsbanken bei Kreditbelastungen zur Betreuung der Güter bestellt. Eigentümer und letzter Grundbesitzer auf Hohenfinow war Felix von Bethmann-Hollweg (1898–1972), verheiratet seit 1932 mit Marie Louise Gräfin Reventlow.
In der Zeit des Nationalsozialismus waren im Dorf Hohenfinow 17 Zwangsarbeiter aus Polen, der Ukraine und Italien in der Landwirtschaft beschäftigt.
In einem Bericht zur Ortsgruppe der NSDAP vom 28. Dezember 1945 wurden in Hohenfinow gezählt:
- 1 Ortsgruppenleiter
- 43 Parteigenossen
- 4 SA-Mitglieder
- 85 Frauenschaftsmitglieder

Auf dem Rittergut waren Wehrmachtseinheiten stationiert. Die Sowjetarmee erreichte am 20. April 1945 Hohenfinow, es kam zu Gefechten im Ort. Von den Bewohnern waren lediglich ein Altbauer und ein Tischlermeister im Ort verblieben. Eine deutsche Haubitzeneinheit unter Befehl von Felix Steiner pausierte kurz in Hohenfinow, bevor sie nach Eberswalde weiterrückte. Mit den Enteignungen der Bodenreform 1945/46 wurde die mehr als 630 Jahre währende Adelsherrschaft in Hohenfinow beendet. Die Familie von Bethmann-Hollweg zog nach Schleswig-Holstein und lebt bis heute dort.

### Nachkriegszeit

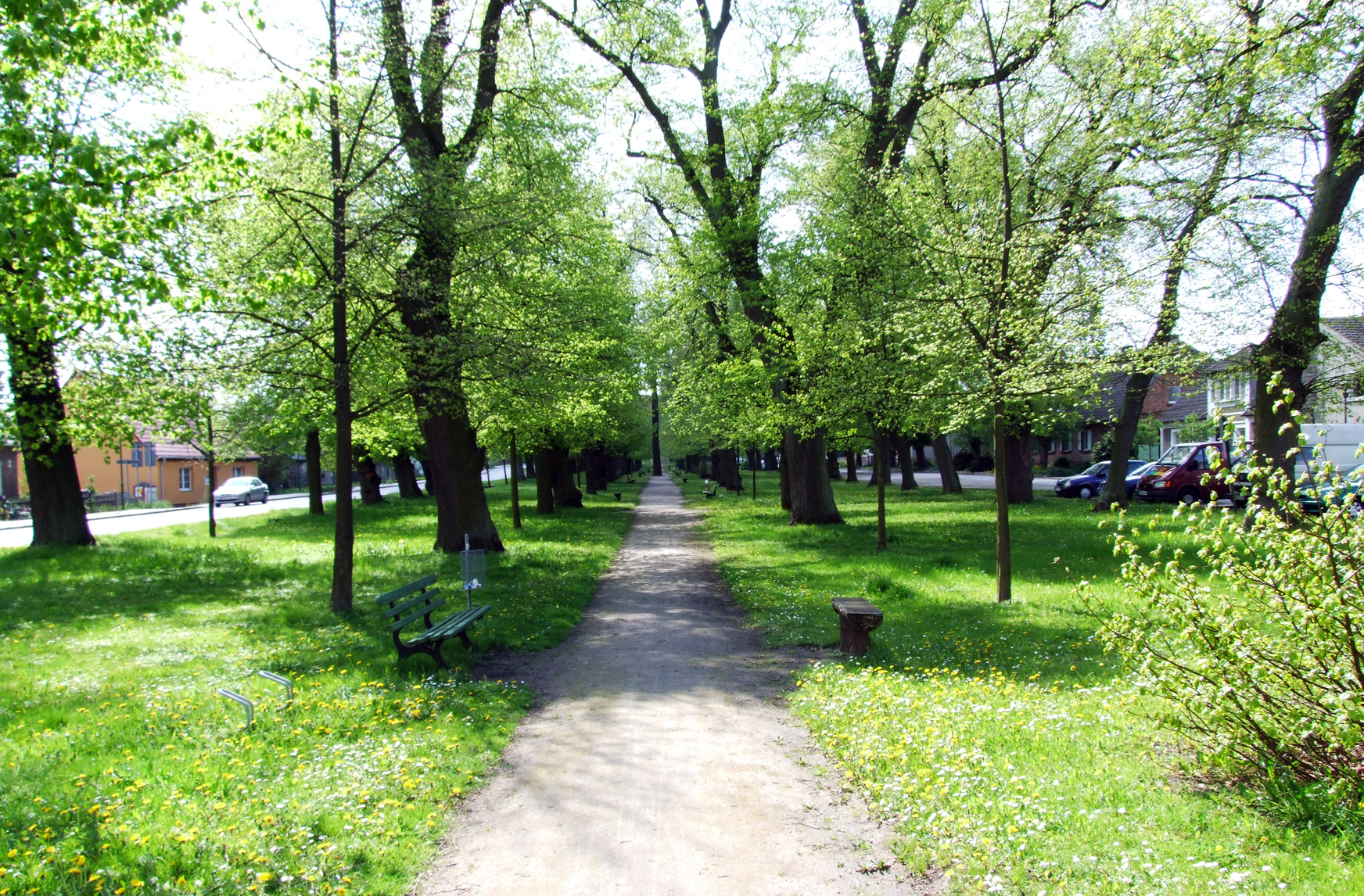
Dorfanger, Zustand 2008 – die alten Linden stehen seit 1740

Kurz nach dem Durchzug der Sowjetarmee war das Dorf übervölkert. Neben den heimkehrenden Bauern hielten sich viele Flüchtlinge aus Pommern und der Neumark in Hohenfinow auf. Sämtliche Häuser waren überfüllt, auch im Schloss wurden alle Räume genutzt. Einer der ersten Befehle der sowjetischen Kommandantur war die Aufforderung an die Deutschen, die deutschen und sowjetischen Toten zu bergen, die im Freien lagen. Deshalb wurde auf dem Friedhof ein Gemeinschaftsgrab errichtet. Einer der nächsten Befehle war die Sicherung der Ernährung für 1945 und den darauffolgenden Winter. Das sowjetische Militär übernahm vorübergehend das Gutshaus, zum 1. Januar 1950 wurde es zum volkseigenen Gut erklärt. 1961/62 erfolgte der weitgehende Abriss des Schlosses. Trotz Zwangskollektivierung der Landwirtschaft verbesserten sich die Lebensbedingungen in den 50er und 60er Jahren zunächst. Wie in der gesamten DDR stagnierte diese Entwicklung aber ab den 1970er Jahren. Seit der politischen Wende wurde insbesondere in die historische Bausubstanz vor Ort investiert.
Hohenfinow gehörte seit 1817 zum Kreis Oberbarnim in der Provinz Brandenburg und ab 1952 zum Kreis Eberswalde im DDR-Bezirk Frankfurt (Oder). Seit 1993 liegt die Gemeinde im brandenburgischen Landkreis Barnim.

## Bevölkerungsentwicklung
Im Dreißigjährigen Krieg verlor Hohenfinow bis auf 10 Einwohner fast seine gesamte Bevölkerung. In den folgenden 200 Jahren wuchs die Bevölkerungszahl auf etwa 800. Gegen Ende des Zweiten Weltkriegs waren nur noch zwei Bürger im Dorf, die gesamte restliche Bevölkerung war auf der Flucht vor der Sowjetarmee. In den folgenden Monaten kamen viele der Flüchtlinge zurück, dazu siedelten sich Vertriebene aus dem heutigen Polen an, so dass der Ort mit über 1000 Personen seine bisher größte Einwohnerzahl erreichte. Bis heute sank diese Zahl wieder auf etwa die Hälfte.
| Jahr | Einwohner |
| ---- | --------- |
| 1875 | 776       |
| 1890 | 758       |
| 1910 | 812       |
| 1925 | 879       |
| 1933 | 864       |
| 1939 | 872       |

| Jahr | Einwohner |
| ---- | --------- |
| 1946 | 894       |
| 1950 | 1 015     |
| 1964 | 829       |
| 1971 | 849       |
| 1981 | 639       |
| 1985 | 579       |

| Jahr | Einwohner |
| ---- | --------- |
| 1990 | 574       |
| 1995 | 539       |
| 2000 | 575       |
| 2005 | 537       |
| 2010 | 524       |
| 2015 | 526       |

| Jahr | Einwohner |
| ---- | --------- |
| 2020 | 537       |
| 2021 | 520       |
| 2022 | 519       |
| 2023 | 500       |
| 2024 | 524       |

Gebietsstand des jeweiligen Jahres, Einwohnerzahl: Stand 31. Dezember (ab 1991). Ab 2011 auf Basis des Zensus 2011. Ab 2022 auf Basis des Zensus 2022

## Politik

### Gemeindevertretung
Die Gemeindevertretung von Hohenfinow besteht aus acht Gemeindevertretern und dem ehrenamtlichen Bürgermeister. Die Kommunalwahl am 26. Mai 2019 führte zu folgendem Ergebnis:
| Wählergruppe                       | Stimmenanteil | Sitze |
| ---------------------------------- | ------------- | ----- |
| Parteilose Wählergruppe Hohenfinow | 89,4 %        | 7     |
| Einzelbewerber Henry Gutsche       | 10,6 %        | 1     |

### Bürgermeister
- 1998–2008: Norbert Christ[25]
- 2008–2016: Kerstin Falke (Kerstin Bernhard)[26]
- seit 2017: Ronny Püschel[27][28]

Püschel wurde ohne Gegenkandidat in der Bürgermeisterwahl am 9. Juni 2024 mit 75,5 % der gültigen Stimmen für eine weitere Amtszeit von fünf Jahren wiedergewählt.

## Sehenswürdigkeiten und Kultur

### Bauwerke
In der Liste der Baudenkmale in Hohenfinow und in der Liste der Bodendenkmale in Hohenfinow stehen die in der Denkmalliste des Landes Brandenburg eingetragenen Kulturdenkmale.
Bedeutendstes und ältestes Bauwerk von Hohenfinow ist die Dorfkirche Hohenfinow, welche vermutlich aus dem Jahr 1250 stammt. Der ritterlichen Burgbesatzung der Burg Finow stand von Anfang an das Patronat über die Kirche zu. Grabungen am Schloss Hohenfinow im Jahr 1904 brachten eine Münze von 1220 zu Tage, die bestätigte, dass die Burg in diesem Jahr schon bestand. Die Kirche selbst wurde lange Zeit für bedeutend jünger angesehen, ist aber von den Askaniern im zweiten Viertel des 13. Jahrhunderts errichtet worden.
Die Kirche wurde von 1999 bis 2004 umfassend saniert.
Von der Burg Finow sind kaum noch Überreste verblieben. An ihrem Standort wurde das meist Schloss Hohenfinow genannte Herrenhaus des Guts errichtet, das zumindest teilweise heute noch existiert. Es wurde nach 1945 Standort des örtlichen VEG. Der weitgehende Abriss des Schlosses erfolgte 1961/62.
Erwähnenswert ist das Querhaus auf dem Anger. Es ist ein Doppelstubenhaus aus Fachwerk mit schwarzer Küche, von der es nur noch wenige gibt. Die Renovierung erfolgte von 1992 bis 2000 und kostete 850.000 DM.

### Naturdenkmale

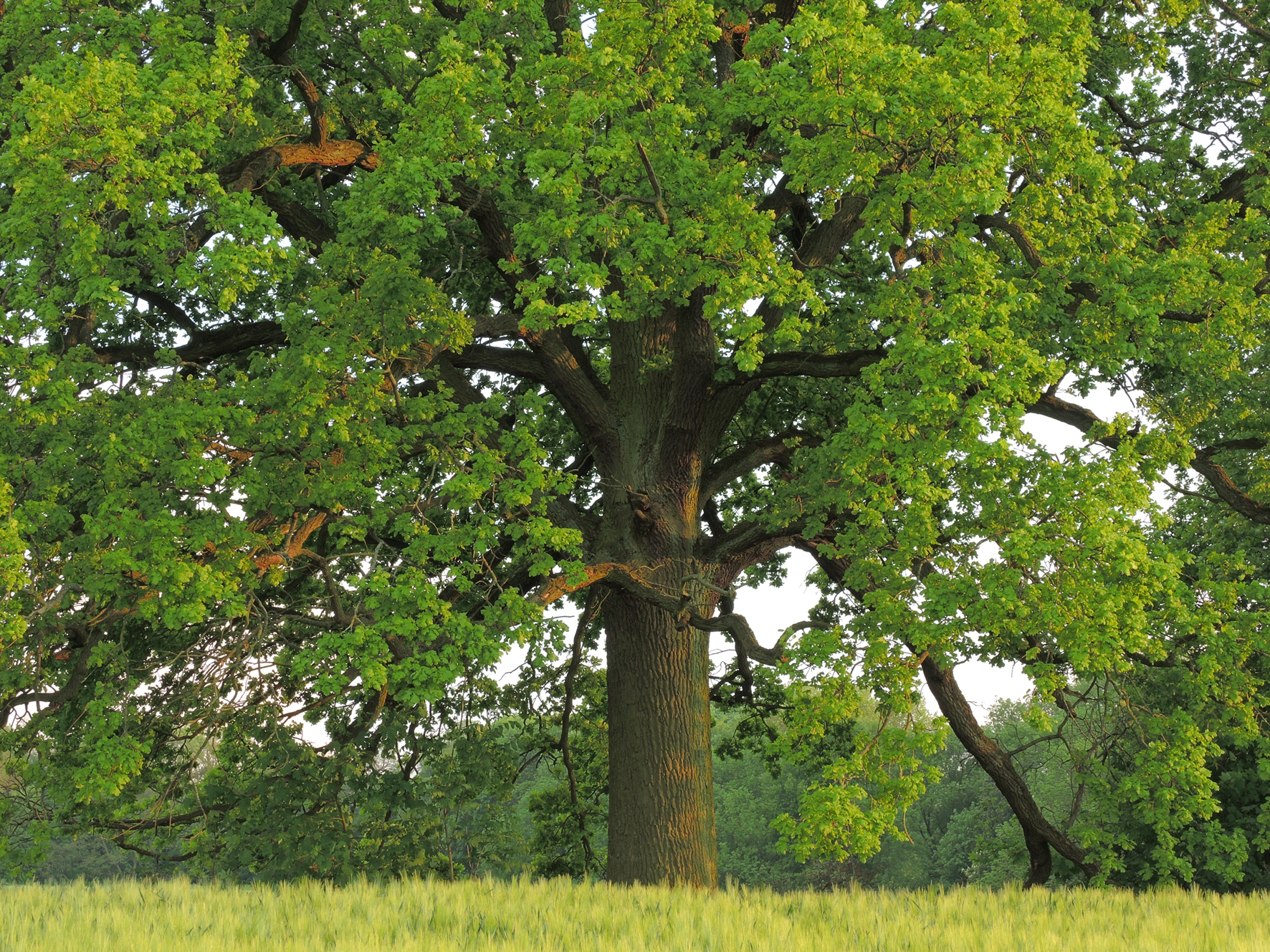
Naturdenkmal 092-03 Kaisereiche

### Regelmäßige Veranstaltungen
Eine 600-Jahr-Feier des Ortes 1934 fand nicht statt. Es sind Fotos einer Maifeier mit Jagdhornbläsern von 1958 überliefert, aber Festlichkeiten außerhalb staatlicher Feiertage in der DDR sind nicht bekannt. Die 650-Jahr-Feier wurde 1984 begangen. 1996 und 1997 fand eine regionale Tourismusmesse im Speicher des Schlosses statt. Das Konzept der Messe erwies sich aber als nicht tragfähig. Regelmäßige Dorffeste wie das im Nachbarort stattfindende Mittsommerfest gibt es in Hohenfinow nicht.

## Wirtschaft und Infrastruktur

### Wirtschaft
In Hohenfinow existiert als Nachfolger der LPG eine landwirtschaftliche GmbH. Das Gasthaus Hohenfinow an der Ecke Eberswalder Straße/Straße am Anger besteht schon seit mehreren Jahrhunderten und bezog bis Mitte des 19. Jahrhunderts das Bier aus der Gutsbrauerei. Seit 2003 besteht im Ortsteil Liebenstein eine Straußenfarm, die bis zu 100 schlachtreife Tiere jährlich auf der Koppel am Ort züchtet. Seit 1915 existiert die Freiwillige Feuerwehr Hohenfinow, auf dem Gelände des ehemaligen Schlosses gibt es eine Fleischerei. Im Ortsteil Struwenberg ist eine Brauerei ansässig, das „Barnimer Brauhaus“. Am Liebenstein gibt es eine saisonal betriebene Saftpresse und unweit davon eine Bio-Gärtnerei „Gemüsewerk“.
Bis Mitte der 1970er Jahre hatte Hohenfinow neben dem Falkenberger Telefonanschluss eine Direktleitung zum Amt Eberswalde, welche im Gut geklemmt war. Dieser Anschluss existierte noch aus der Zeit vor dem Krieg. Privatanschlüsse waren doppelt geklemmt, so dass jeweils nur ein Teilnehmer telefonieren konnte.

### Verkehr

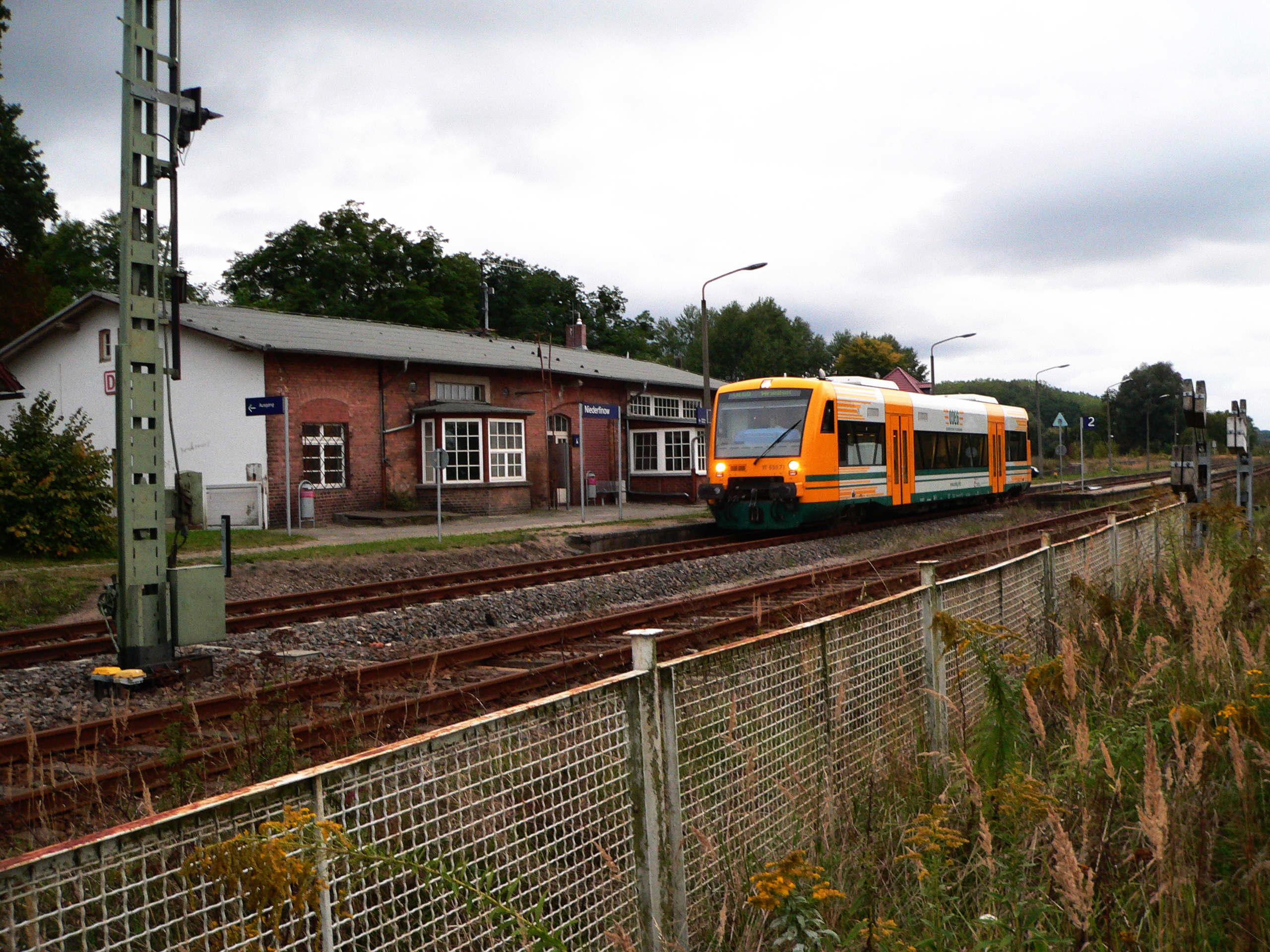
Zug der ODEG bei der Ausfahrt aus dem Bahnhof Niederfinow

Hohenfinow liegt an der B 167 zwischen Eberswalde und Bad Freienwalde (Oder).
Hohenfinow sollte in der ursprünglichen Planung von der Bahnstrecke Eberswalde–Frankfurt (Oder) erschlossen werden. Die Bahn wurde aber wenige Kilometer nördlich in der Nähe von Niederfinow entlanggeführt. Der Bahnhof Niederfinow befindet sich auf dem Gemeindegebiet von Hohenfinow beim Wohnplatz Struwenberg. Züge der Niederbarnimer Eisenbahn (Regionalbahnlinie 60) verkehren im stündlichen Rhythmus zwischen Eberswalde und Frankfurt (Oder) bzw. Wriezen.
Die Barnimer Busgesellschaft bedient den Ort mit zwei Linien mehrmals per Bus. Die Linie 883 fährt von Eberswalde über Tornow, Hohenfinow, Struwenberg und Falkenberg nach Bad Freienwalde. Die Linie 916 führt von Eberswalde nach Oderberg über Hohenfinow, Niederfinow und Liepe.

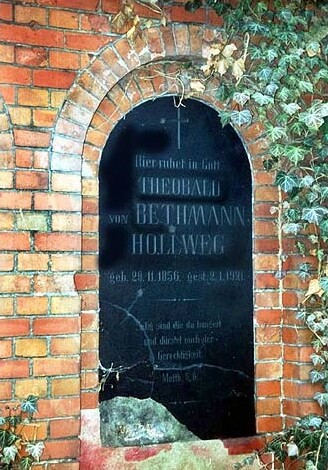
Grabstätte des Reichskanzlers Theobald von Bethmann Hollweg in Hohenfinow

## Persönlichkeiten

### Herren auf Hohenfinow
- Otto Christoph von Sparr
- Schlik
- Thurn und Taxis
- Pfuel (1668, Erbauer des Gutshauses)
- Baron Vernezobre de Laurieux (Hugenotten, ab 1727)[30]
- Baron Jacobi-Klöst (ab ca. 1810)
- Felix von Bethmann Hollweg (1855)
- Felix von Bethmann-Hollweg (bis 1945)

### In Hohenfinow geborene Persönlichkeiten
- Theobald von Bethmann Hollweg (1856–1921), 1909–1917 Reichskanzler
- Detlef Linke (1945–2005), Hirnforscher, in Struwenberg geboren

### Weitere mit Hohenfinow verbundene Persönlichkeiten
- Volker Henze (* 1950), Maler und Grafiker, lebte seit 2017 in Struwenberg

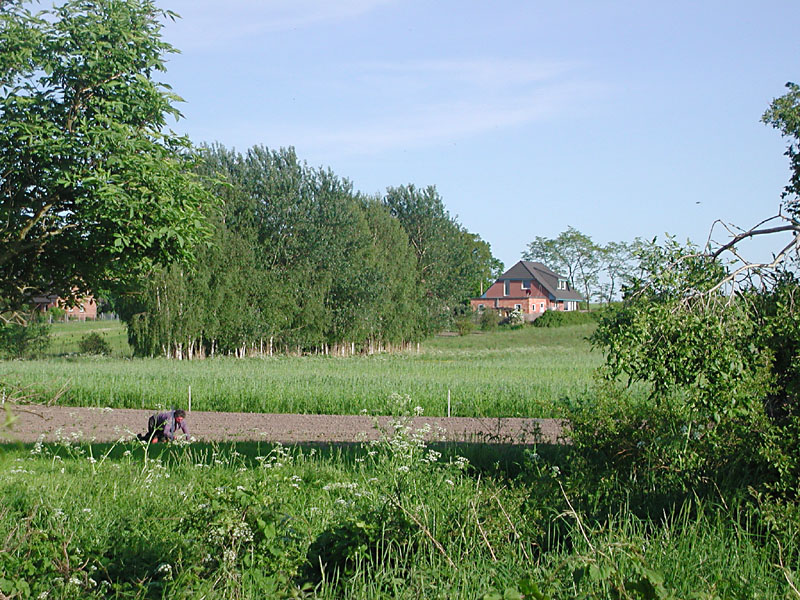
Ortseingang Gersdorfer Straße
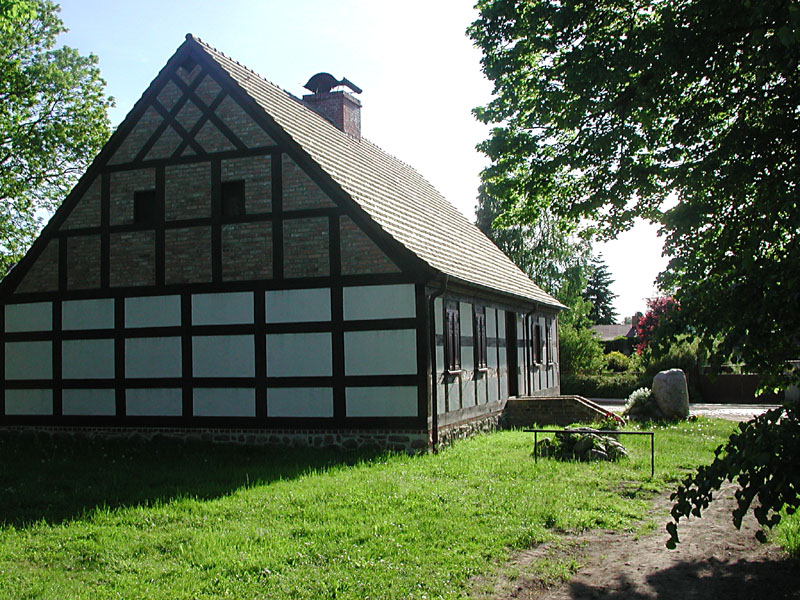
Haus auf dem Dorfanger
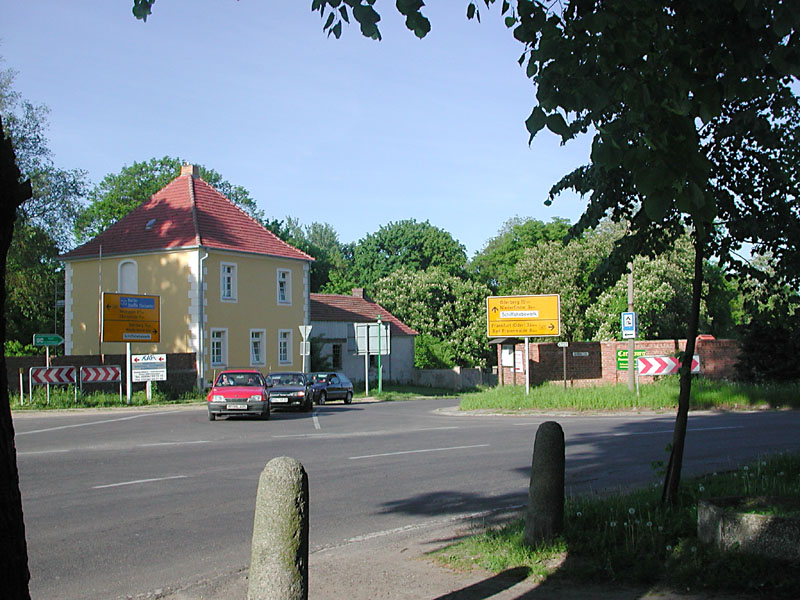
Kavaliershaus des Schlosses, Straße nach Niederfinow
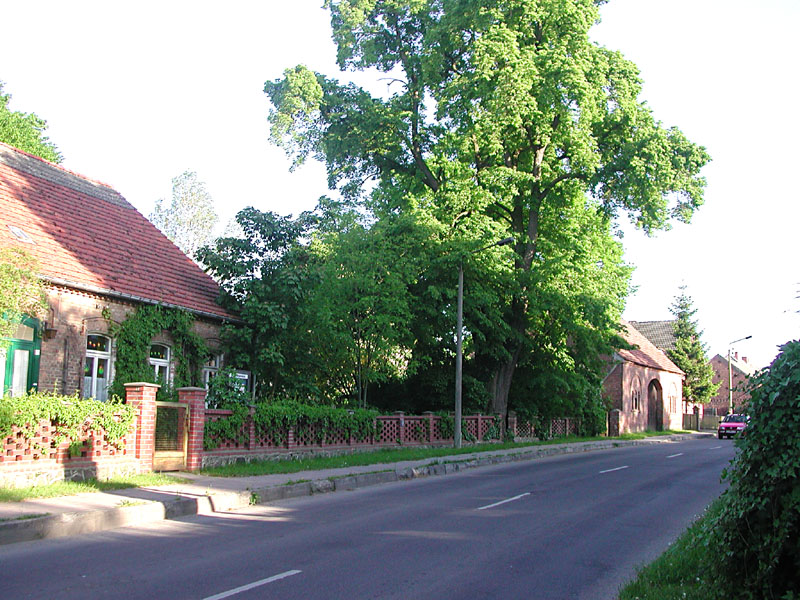
Dorfstraße
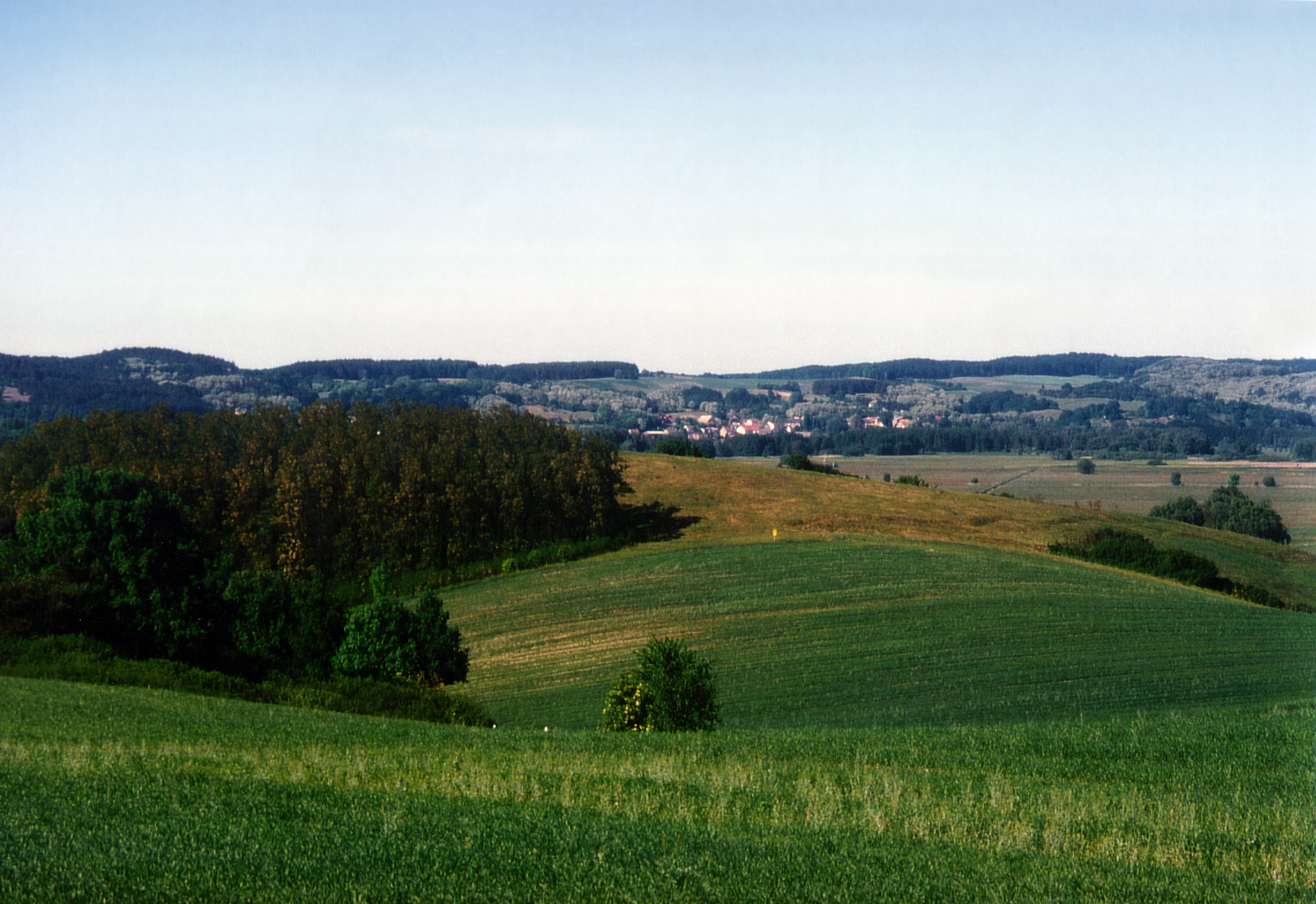
Blick ins Eberswalder Urstromtal